# Pommiers, Gard
Pommiers är en kommun i departementet Gard i regionen Occitanien i södra Frankrike. Kommunen ligger i kantonen Le Vigan som tillhör arrondissementet Le Vigan. År 2022 hade Pommiers 57 invånare.

## Befolkningsutveckling
Antalet invånare i kommunen Pommiers
Referens:INSEE